# 桂華紋
桂 華紋（かつら かもん、1987年7月10日 - ）は大阪府大阪市東淀川区柴島出身の上方噺家。本名∶杉野 貴秀。実兄の智規は漫才協会会員の漫才コンビ「おせつときょうた」の『おせつ』。出囃子は『かまえ節』。

## 来歴
清風高等学校ではカベポスターの浜田順平と同級生だった。関西学院大学法学部政治学科卒業。大学時代には「和朗亭飯雀」の芸名で2009年に全日本学生落語選手権・策伝大賞に出場、決勝に進出している。
2010年（平成22年）4月16日、大学の先輩でもある桂文華に入門。同年8月1日、亀屋旅館（高槻市）で初舞台。
2019年に第6回NHK新人落語大賞を受賞。同年、兄の組む漫才コンビ「おせつときょうた」が漫才新人大賞（漫才協会主催）を受賞しており、兄弟揃っての最優秀新人賞受賞が話題となった。
2023年2月より病気療養のため活動休止。
2025年3月、上方落語協会を退会。4月に「名無しのおっちゃん」名義でXを更新、トークや落語などの活動を徐々に再開している。
2025年6月、居住地に由来する「東三国 すみ太郎」に改名。

## 出演
- 桂華紋と桂二葉の梅田でかもによぽんぽんらぢお（インターネットラジオ、2020年6月終了→7月以降は華紋のYouTubeチャンネルにて『桂華紋と桂二葉のかもによラジオ!』として放送））
- 第114回 ABCラジオ上方落語をきく会（ABCラジオ、2016年1月30日） - 昼の部本編のトップバッター（師匠の文華は同部の中入り明けに出演）
- ラジオ演芸もん（ABCラジオ、2017年8月20日・27日）
- 新春生放送!東西笑いの殿堂2020（NHK総合、2020年1月3日） - NHK新人落語大賞受賞特典
- 第二回ABEMA寄席（2020年5月24日、ABEMA）[4]